# Object-based image analysis
Object-Based Image Analysis (OBIA) auch Geographic Object-Based Image Analysis (GEOBIA) ist eine Methode der Geographie. Aus Fernerkundungsdaten oder Luftbildern werden mittels der automatischen Bilderkennung Objekte auf räumlicher, spektraler und temporaler Ebene erkannt. 

## Geschichte
Die Entwicklung dieses Forschungsfeldes gewann in der Wissenschaft zunehmend an Bedeutung, als die technische Entwicklung von Geoinformationssystemen, Fernerkundungsdaten und der automatischen Bilderkennung weiter fort schritt und auch im zivilen Bereich Einzug hielt.

## Anwendungen
OBIA hat sich mittlerweile zu einem eigenen Wissenschaftsfeld entwickelt und findet Anwendung in der ökologischen, speziell in der makroökologischen Forschung, sowie in der Raumplanung und vielen geographischen Disziplinen. Inzwischen wurden eine Fülle von Algorithmen und Konzepten für verschiedene Anwendungen erarbeitet.
Im Unterschied zu herkömmlichen Bildanalyse-Techniken, erlaubt OBIA "spatio-temporale" und "inter-scale"-Beziehungen zwischen Objekten. Die Technik erlaubt die Analyse von Beziehungsgeflechten diskreter Objekte. Darüber hinaus lassen sich Eigenschaften wie vergleichbare Eigenschaften von Landschaften und komplexer Systeme analysieren.

## Software und Methodik
Inzwischen stehen eine Reihe an Softwareapplikationen zur Verfügung. ERDAS Imagine ist beispielsweise ein Programm zur Analyse von Fernerkundungsdaten, welches über OBIA-Funktionen verfügt.
Als Erkennungsmerkmal zur Abgrenzung von Objekten wird auf spektraler Ebene häufig der Reflexionsgrad herangezogen.

## Publikationen
Artikel mit OBIA als Methode:
- Blaschke, T. (2010), Object based image analysis for remote sensing. In: ISPRS Journal of Photogrammetry and Remote Sensing, Volume 65, Issue 1, January 2010, Pages 2–16, doi:10.1016/j.isprsjprs.2009.06.004.
- S. Lang, A. Kääb, J. Pechstädt et al. (2011): Assessing components of the natural environment of the Upper Danube and Upper Brahmaputra river basins, 21-36. In Advances in Science and Research.
- Tiede, D., Lang, S., Füreder, P., Hölbling, D., Hoffmann, C., Zeil, P. (2011): Automated damage indication for rapid geospatial reporting. An operational object-based approach to damage density mapping following the 2010 Haiti earthquake. PHOTOGRAMMETRIC ENGINEERING AND REMOTE SENSING, 77 (9), 933-942.
- Marschallinger R., P. Hofmann, G. Daxner-Höck, Richard A. Ketcham (2011): Solid modeling of fossil small mammal teeth. In: Computers & Geosciences, Volume 37, Issue 9, September 2011, Pages 1364-1371.
- Ma, L., Li, M., Ma, X., Cheng, L., Du, P.,... Liu, Y. (2017). A review of supervised object-based land-cover image classification. ISPRS Journal of Photogrammetry and Remote Sensing, 130, 277-293.